# Roffiac
Die französische Gemeinde Roffiac liegt in der Region Auvergne-Rhône-Alpes im Département Cantal im Arrondissement Saint-Flour und im Kanton Saint-Flour-1.
Die ländlich geprägte Gemeinde auf 21,26 Quadratkilometern liegt auf einem Basaltplateau auf 815 bis 1006 Meter Meereshöhe und hat 562 Einwohner (Stand 1. Januar 2022). Durch den nordwestlich von Saint-Flour gelegenen Ort führt die D 926.

## Sehenswürdigkeiten
- Romanische (Basalt)-Kirche Saint-Gal, ehemalige Schlosskapelle aus dem 12. Jahrhundert, Sakristei und Treppenturm aus dem 15. Jahrhundert, Glockenturm neuerer Zeit mit 4 Glocken-Öffnungen, von denen nur zwei besetzt sind
- Runder, 25 Meter hoher mittelalterlicher Treppenturm des ehemaligen Schlosses
- „Métier à ferrer“, viersäulige, im Freien stehende Vorrichtung zum Hufbeschlag (19. Jahrhundert)
- Dolmen von Crousette, Véderat

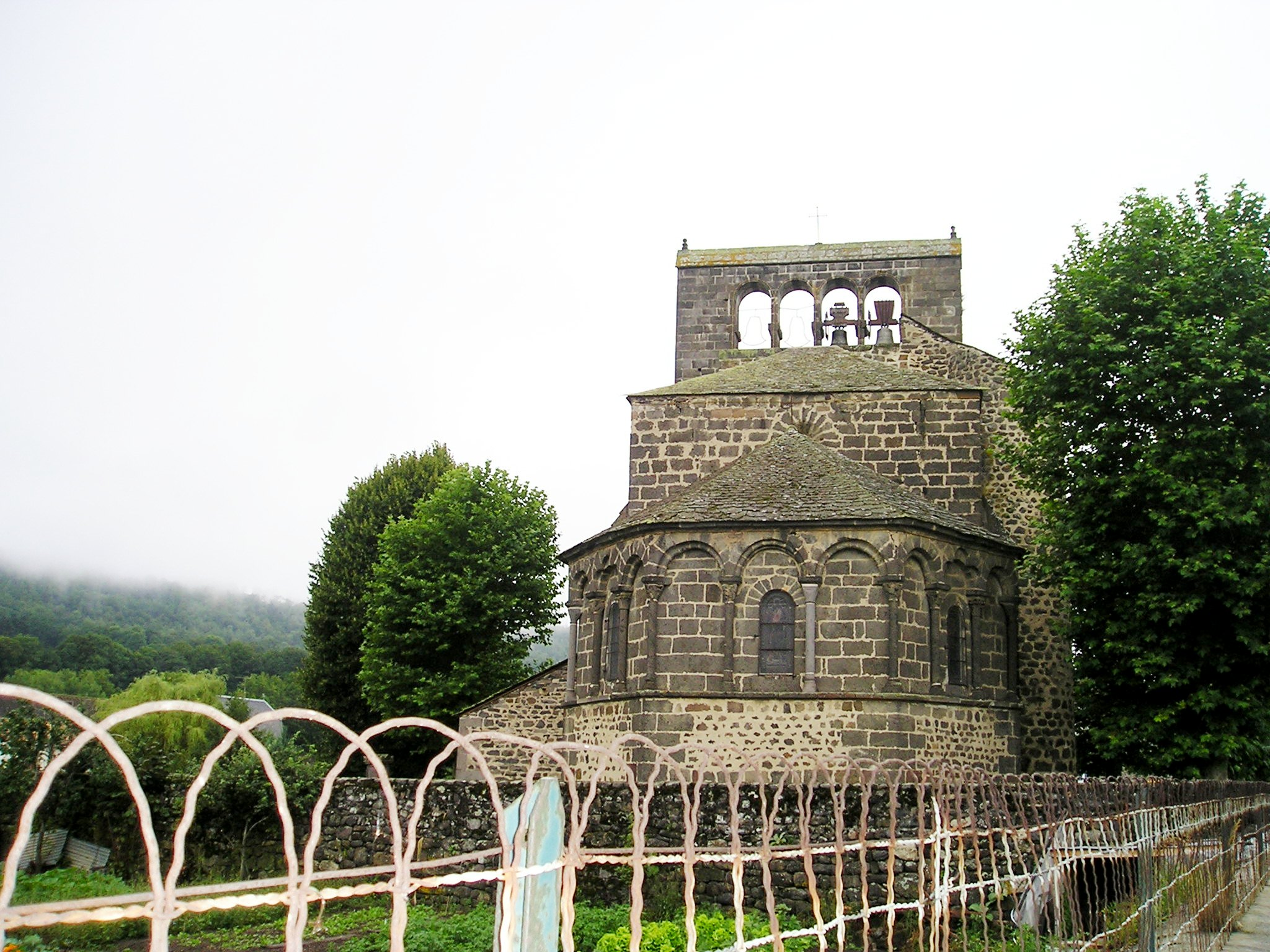
Die romanische Kirche von Roffiac
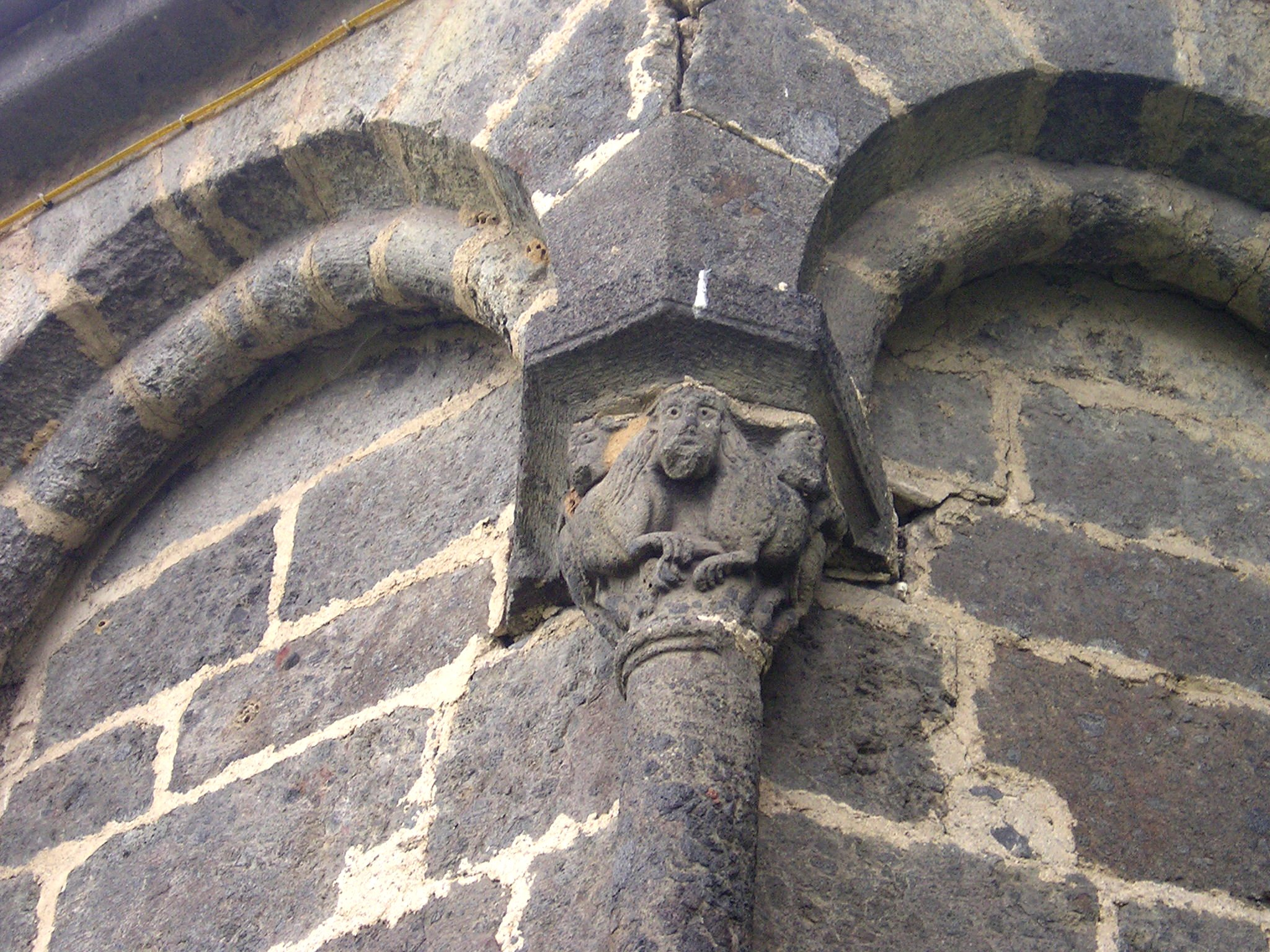
Romanische Kirche - Schmuck an der Abside
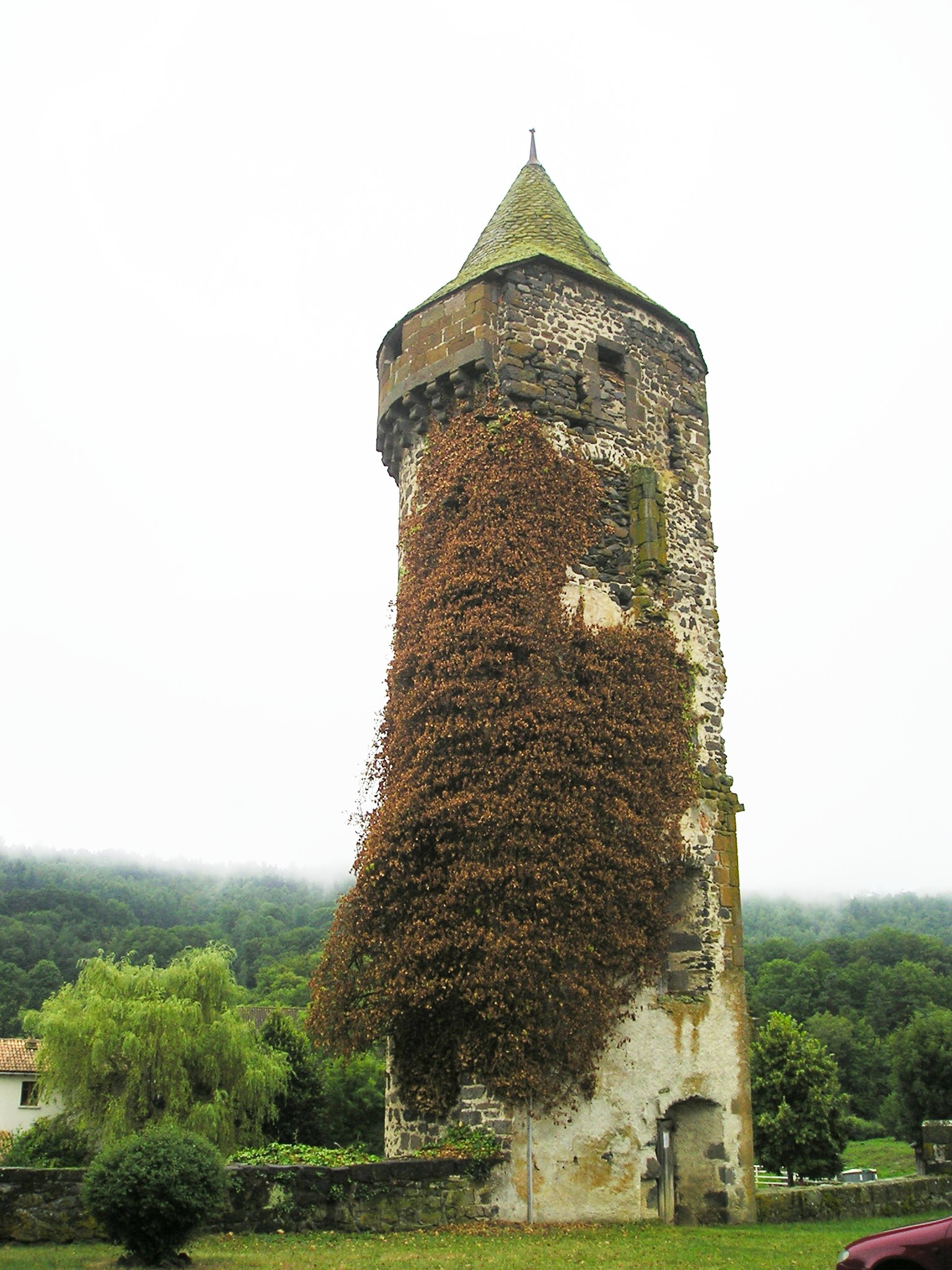
Überrest des Schlosses von Roffiac